# ナイトオブファンタジア
RPGナイトオブファンタジアは、megamesから携帯電話アプリ・スマートフォンandroidにアプリとして配信されているロールプレイングゲームアプリである。

## 概要
同社から発売されている歌舞伎町ホスト伝説 ナイトキングのスピンオフ作品。異世界に召喚されてしまったホストが封印をときつつある魔王ヌガトンを封じ込める冒険に旅立つRPG。
戦闘は主人公以外オートで動き、常に出す作戦に基づいて行動する。戦闘の状態異常に毒、麻痺、混乱の他に、1回だけ行動不能になる臆病、鎧が壊され防御中心になるが攻撃力が2倍になる「アーマーブレイク」がある。また、仲間にはテンションメーターという数値が存在し、下がると行動をサボってしまう。ある程度進み、宿に泊まると仲間の女性とコミュニーケーションを取り、新しい特技、魔法を覚える秘法手という行為に挑戦する「夜共モード」がある。誰と一番愛情を深めたかでエンディングが決まる。

## 登場人物
カイト
プレイヤーが操る、ジョブはホストで酒瓶や扇子が武器。全体的に能力は低めで属性攻撃効果を軽減させる防具が装備できず、主にアイテムによる回復と作戦指示、ホストテクニックによる攻撃補助技が中心となる。一定条件で仲間が追撃したり合体技が使える。彼が倒されるとゲームオーバーになる。
ショーコ
ジョブは戦士で剣が武器。スタート時から仲間で、物理攻撃が中心。スタート時からカイトに好意的で秘法手にも積極的に参加してくれる。弱点はテンションが下がると早い段階で行動をサボる。ナイトキングでも客として登場している。
ラスティ
ジョブは魔法使いでムチが武器。しつこく男から言い寄られているのを避けるためにカイトを異世界に召喚した張本人。魔法のスペシャリストでレベルが高くなっていくと全体攻撃の魔法が使える。弱点は攻撃力が低く、所謂ツンデレな性格で秘法手に持ち込むまでに時間がかかり、ショーコ同様テンションが下がると早い段階でサボる。
エミル
ジョブは僧侶でハンマーが武器。神殿で信託を受け、カイト達を待つ。回復魔法が中心となるが、攻撃力も高くテンションも下がりにくい。弱点は素早さと無口な性格でガードが高く、ラスティ同様秘法手までに時間と費用がかさむ。
シグレ
ジョブは忍者で双剣が武器。妹を人質に魔王に雇われ、カイト達を狙う刺客になったが敗れて捕虜になった所で仲間になる。左目に眼帯をしている。「〜じゃ」が口癖。忍術を得意とし早い段階で全体攻撃の魔法が使える。弱点は最大HPが低めで強力な攻撃を喰らうと即死のケースもある。
ファム
ジョブは亜人で爪を武器に戦う格闘タイプ。自身の住む里を困らせる魔王を倒す代表として仲間となる。「〜なのだ」や「〜にゃ」が口癖。素早く、攻撃も高い。弱点は最大MPが低く属性攻撃効果を減らす防具の種類が少なく活動の場が限られる。
ビーチェ
ジョブは呪術師で大鎌が武器。魔王を祭るヌガトン教の信者で敵を指揮していたが、着けていた仮面を外れると操られていたことが分かり仲間になった途端、カイトを誘惑しショーコを嫉妬させる。年上のお姉さまタイプで仲間になった時点からカイトに好意的で秘法手も成功しやすく、早い段階で全体回復を覚える。弱点は全体的に特徴が無く、初期能力も低めな器用貧乏で、装備も少なく、最強の装備になるまで初期装備で戦わなくてはならない。

## 備考
レベルが高くなると、敵が強くなってしまうので注意。